# Dogodouman
Dogodouman je malé město, které se nachází na jihozápadě afrického státu Mali poblíž velkého města Bamako. V roce 2009 ve městě žilo 8851 lidí. Město má pravděpodobně dlouhou historii, jelikož se o něm zmiňuje arabský cestovatel Abú Abdallah ibn Battúta v roce 1325. Ve městě žijí muslimové, židé i křesťané a rovněž příslušníci více různých etnických skupin.
První spisy o městě byly nalezeny v roce 1932. Psaly o tom, že už v 12. století projížděli městem karavany se solí.